# Michael J. Pollard
Michael John Pollard, ursprungligen Michael John Pollack Jr., född 30 maj 1939 i Passaic i New Jersey, död 20 november 2019 i Los Angeles, var en amerikansk skådespelare. Han är mest känd för rollen som C.W. Moss i filmen Bonnie och Clyde från 1967.

## Filmografi i urval
- 1959 – Skinn på näsan (ej krediterad)
- 1959 – Alfred Hitchcock presenterar (TV-serie, två avsnitt)
- 1963 – Summer Magic
- 1966 – Ryssen kommer! Ryssen kommer! (ej krediterad)
- 1966 – De vilda änglarna
- 1966 – Star Trek (TV-serie, ett avsnitt)
- 1967 – Bonnie och Clyde
- 1967 – Operation Caprice
- 1969 – Hannibal Brooks
- 1970 – Little Fauss and Big Halsy
- 1971 – Västerns vildaste brudar
- 1975 – Chaco - Banditen
- 1980 – Melvin och Howard
- 1987 – Roxanne
- 1988 – American Gothic
- 1988 – Spökenas hämnd
- 1989 – Sleepaway Camp III: Teenage Wasteland
- 1989 – Dirty Fighting
- 1989 – Superboy (TV-serie, två avsnitt)
- 1989 – Tango & Cash
- 1990 – Dick Tracy
- 1990 – Dark Angel
- 1990 – Varför just jag?
- 1991 – Se upp igen blindstyre (ej krediterad)
- 1991 – Motorama
- 1992 – Hämndens ögonblick
- 1993 – Arizona Dream
- 1996 – Mad Dog Time
- 1997 – Odysséen (TV-serie, två avsnitt)
- 1999 – Tumbleweeds
- 2000 – Forever Lulu
- 2003 – House of 1000 Corpses